# Iglesia de Santa Eulalia (Segovia)
La iglesia de Santa Eulalia de Mérida es una iglesia católica dedicada a Santa Eulalia sita en la ciudad de Segovia, comunidad autónoma de Castilla y León, España. Monumento principal de la plaza homónima, es el epicentro del antiguo barrio de tejedores de paños segovianos, situado extramuros.

## Descripción
Se trata de una iglesia de origen románico del siglo XII, muy transformada en el siglo XVII con elementos renacentistas y  barrocos, especialmente su interior. Se trata de un templo de tres naves con bóvedas con lunetos y cúpula sobre pechinas.
Los ábsides de la Epístola y del Evangelio datan de la época del románico. Este último se encuentra bajo la torre, sustentado mediante arco conopial de granito del siglo XVI. De esta época también data la portada gótico-tardía y los capiteles de la nave de capillas del lado del Evangelio. La torre de tres cuerpos es románica. Las obras de rehabilitación del templo han puesto de manifiesto nuevos elementos originarios del templo en la nave lateral derecha y en el ábside, así como pinturas murales. 